# سیارک ۴۱۹۵
سیارک ۴۱۹۵ (به انگلیسی: 4195 Esambaev، نامگذاری:1982SK8) چهار هزار و صد و نود و پنجمین سیارک کشف شده‌است که در ۱۹ سپتامبر ۱۹۸۲ کشف شد.
قدر مطلق سیارک برابر ۱۲٫۲۰ است.